# История боголюбцев
Исто́рия боголю́бцев, и́ли Повествова́ние о святы́х подви́жниках, чаще Исто́рия боголю́бцев, иногда Боголю́бец, и́ли исто́рия благочести́вой жи́зни (греч. Θιλόθεος ἱστορία ἢ ἀσκητική πολιτεία — Боголюбезная история или аскетическая деятельность) — агиографический сборник, написанный епископом Феодоритом Кирским около 444 года.

## Содержание
Книга представляет собой агиографический сборник, состоящий из предисловия и 31 главы. В тридцати главах описаны жития 36 подвижников и подвижниц, живших от начала IV века до середины V века, просиявших в Сирии. В сочинении присутствуют преимущественно жития христианских святых северной Сирии: Антиохии и её окрестностей, Осроены, Кирской области, района Апамеи и т. д. В первых 20 главах описаны уже умершие, а в последних 10 главах описаны современники Феодорита Кирского. Последняя, 31 глава книги «Истории боголюбцев» называется «Слово о Божественной любви», она долгое время рассматривалось как отдельное сочинение Феодорита. Однако уже Н. Н. Глубоковский указывал на их внутреннее единство, замечая: «Это Слово, по мысли автора, должно служить философско-богословским дополнением к „Истории боголюбцев“, ибо стоит с нею в неразрывной связи и написано вскоре после её окончания. Труд этот проникнут искренностью и теплотой, приятно действует на читателя простотою и душевностью тона и, по справедливому отзыву ученых, представляет блестяще-красноречивый и единственный опыт в избранной области». Пьер Каниве (фр. Pierre Canivet) тщательно изучил греческие рукописи, включающие «Истории боголюбцев», и установил, что 29 из 50 манускриптов содержат оба произведения, 20 — «Историю боголюбцев» без «Слова о Божественной любви» и лишь в одной рукописи (очень поздней — XVII века) последнее произведение представлено в качестве отдельного трактата. Причём из 23 наиболее древних манускриптов 15 объединяют оба творения, поэтому весьма вероятно, что они изначально составляли одно целое сочинение.

## Состав
- Предисловие
- 1. Иаков Низибийский
- 2. Иулиан
- 3. Маркиан
- 4. Евсевий
- 5. Публий
- 6. Симеон Древний
- 7. Палладий
- 8. Афраат
- 9. Петр
- 10. Феодосий
- 11. Роман
- 12. Зенон
- 13. Македоний
- 14. Маисима
- 15. Акепсима
- 16. Марон
- 17. Авраам
- 18. Евсевий
- 19. Саламан
- 20. Марис
- 21. Иаков
- 22. Фалассий и Лимней
- 23. Иоанн, Моисей, Антиох и Антонин
- 24. Зебинас и Полихроний
- 25. Асклепий и Иаков
- 26. Симеон
- 27. Варадат
- 28. Фалелей
- 29. Марана и Кира
- 30. Домнина
- 31.  О Божественной любви

## Распространение
Благодаря тому, что о многих сирийских подвижниках не известно ничего, кроме написанного Феодоритом, «История боголюбцев» получила широкое распространение. Значительная часть произведения вошла в древние Синаксари. Симеон Метафраст часто переписывал её в свой Минологий. В древнерусской агиографии переведённые с греческого жития древних сирийских святых в Прологах и Четии-Минеи представляли собой пересказ в полном или сокращённом виде преимущественно «Истории боголюбцев».

## История изданий
Сочинение «История боголюбцев» издавалось вначале лишь в латинских переводах: Иоахима Камерария (Basileae, 1539, in fol.), Гентиана Гервета (англ. Gentian Hervetus) (Parisiis, 1556, ар. Bernardum Turrisanum, in quarto, et Florentiae an. 1570) и других. Первое издание на древнегреческом было напечатано Жаком Сирмоном (Орр. Theodoreti. Tom. III. Lutetiae Parisiorum. 1642. Pag. 757—897). «История боголюбцев» была издана в 82 томе «Patrologia Graeca» под названием «Historia religiosa». В библиографиях к различным научным изданиям используется сокращение для данной книги — «Theodoret. Hist. rel.» («Theodoretus Historia religiosa»).
Русский перевод «Θιλόθεος ἱστορία ἢ ἀσκητική πολιτεία» под названием «Истории Боголюбцев или повествования о святых подвижниках» был издан в Санкт-Петербурге в 1853 году (автор перевода — С. А. Б.). Перевод был не совсем верным, имел пропуски, объясняемые иногда желанием переводчика придать «Истории Боголюбцев» бо́льшее правдоподобие. Полный и верный перевод книги Феодорита сделал А. И. Сидоров, издавший его в Москве в 1996 году.

## Издания
- PG 82. Historia religiosa. col. 1283—1522.
- Historia religiosa ΘΕΟ∆ΩΡΗΤΟΥ ΕΠΙΣΚΟΠΟΥ ΚΥΡΡΟΥ ΦΙΛΟΘΕΟΣ ΙΣΤΟΡΙΑ Η ΑΣΚΗΤΙΚΗ ΠΟΛΙΤΕΙΑ.
- Феодорит Кирский. История боголюбцев.
- Феодорит Кирский. История боголюбцев.
- Beati Theodoreti episcopi Religiosa historia, graece scripta. Historia religiosa de Teodoredo, Obispo de Cyro. 1500.